# Groupe démocratique (Espagne)
Le groupe démocratique (en espagnol : grupo parlamentario Democrático), anciennement groupe Ciudadanos, est un groupe parlementaire espagnol constitué au Sénat, chambre haute des Cortes Generales entre 2019 et 2023.

## Historique

### Constitution
Le groupe Ciudadanos est constitué le 6 juin 2019. Dix jours plus tôt, le comité exécutif de Ciudadanos avait désigné Lorena Roldán comme porte-parole du groupe.
À la suite des élections générales du 10 novembre 2019, Ciudadanos ne compte plus que neuf sénateurs : huit désignés par les parlements des communautés autonomes et une élue, en Navarre. Le Parti populaire (PP) consent alors à lui céder temporairement un sénateur, afin que Ciudadanos atteigne le minimum réglementaire de dix élus et puisse former son groupe.
Le groupe Ciudadanos devient le groupe démocratique à la fin du mois de mai 2021. Peu à peu réduit à trois sénateurs, le groupe risque en effet de disparaître, puisqu'il doit conserver au minimum six sièges en permanence. Ciudadanos négocie alors le ralliement des deux élus de Teruel Existe (TE) et du seul sénateur du Parti régionaliste de Cantabrie (PRC), et change à cette occasion le nom du groupe.

### Effectifs
| Dénomination                         | Législature | Années    | Représentation | Porte-parole                                                                                        |
| ------------------------------------ | ----------- | --------- | -------------- | --------------------------------------------------------------------------------------------------- |
| Ciudadanos                           | XIIIe       | 2019      | 13 / 265       | Lorena Roldán                                                                                       |
| Ciudadanos Démocratique (16/06/2021) | XIVe        | 2019-2023 | 9 / 265        | Lorena Roldán Tomás Marcos Miguel Sánchez José Miguel Fernández Viadero Joaquín Egea Beatriz Martín |

### Porte-parole
| Début      | Fin        | Porte-parole                  |
| ---------- | ---------- | ----------------------------- |
| 21/05/2019 | 04/01/2021 | Lorena Roldán                 |
| 27/01/2021 | 06/06/2021 | Tomás Marcos                  |
| 07/06/2021 | 30/06/2021 | Miguel Sánchez                |
| 01/07/2021 | 31/07/2021 | José Miguel Fernández Viadero |
| 01/08/2021 | 31/08/2021 | Miguel Sánchez                |
| 01/09/2021 | 30/09/2021 | Joaquín Egea                  |
| 01/10/2021 | 31/10/2021 | Miguel Sánchez                |
| 01/11/2021 | 30/11/2021 | Beatriz Martín                |
| 01/12/2021 | 31/12/2021 | Miguel Sánchez                |
| 01/01/2022 | 31/01/2022 | José Miguel Fernández Viadero |
| 01/02/2022 | 28/02/2022 | Miguel Sánchez                |
| 01/03/2022 | 31/03/2022 | Joaquín Egea                  |
| 01/04/2022 | 30/04/2022 | Miguel Sánchez                |
| 01/05/2021 | 31/05/2021 | Beatriz Martín                |
| 01/06/2022 | 30/06/2022 | Miguel Sánchez                |
| 01/07/2022 | 31/07/2022 | José Miguel Fernández Viadero |
| 01/08/2022 | 31/08/2022 | Miguel Sánchez                |
| 01/09/2022 | 30/09/2022 | Joaquín Egea                  |
| 01/10/2022 | 31/10/2022 | José Miguel Fernández Viadero |
| 01/11/2022 | 30/11/2022 | Beatriz Martín                |
| 01/12/2022 | 31/12/2022 | Miguel Sánchez                |
| 01/01/2023 | 31/01/2023 | Joaquín Egea                  |
| 01/02/2023 | 28/02/2023 | José Miguel Fernández Viadero |
| 01/03/2023 | 31/03/2023 | Beatriz Martín                |
| 01/04/2023 | 30/05/2023 | Miguel Sánchez                |